# Bulbophyllum triste
Bulbophyllum triste är en orkidéart som beskrevs av Heinrich Gustav Reichenbach. Bulbophyllum triste ingår i släktet Bulbophyllum och familjen orkidéer. Inga underarter finns listade i Catalogue of Life.